# Madhupur (India)
Madhupur è una suddivisione dell'India, classificata come municipality, di 47.349 abitanti, situata nel distretto di Deoghar, nello stato federato del Jharkhand. In base al numero di abitanti la città rientra nella classe III (da 20.000 a 49.999 persone).

## Geografia fisica
La città è situata a 24° 15' 0 N e 86° 39' 0 E e ha un'altitudine di 227 m s.l.m..

## Società

### Evoluzione demografica
Al censimento del 2001 la popolazione di Madhupur assommava a 47.349 persone, delle quali 25.235 maschi e 22.114 femmine. I bambini di età inferiore o uguale ai sei anni assommavano a 7.507, dei quali 3.901 maschi e 3.606 femmine. Infine, coloro che erano in grado di saper almeno leggere e scrivere erano 30.030, dei quali 18.037 maschi e 11.993 femmine.